# Teresa del Po
Teresa del Po (Roma, 20 de agosto de 1649–Nápoles, 5 de agosto de 1713) fue una pintora, grabadora y miniaturista italiana del Barroco tardío

## Biografía
Hija de Pietro del Po y de Porsia Compagna, siguiendo el ejemplo de su hermano Giacomo del Po, inició su formación artística en Roma bajo la tutela de su padre, pintor y grabador.
De su primera actividad romana casi no queda rastro, aunque el hecho de haber sido admitida en la Academia de S. Luca, algo poco común en la época para una mujer, atestigua sus dotes artísticas.  Inició su actividad artística en Roma, para luego trasladarse a Nápoles, donde trabajó muchos años. Solía firmar sus obras como Theresia del Po aunque según algunas fuentes, el apellido correctamente escrito sería del Pò.
Murió en Nápoles en agosto de 1713 dejando una hija, Victoria, también miniaturista y dibujante pero que no alcanzó nunca la relevancia de su madre.

## Actividad artística
En Roma colaboró con su hermano en una serie de grabados destinados a ilustrar libros y publicaciones de carácter religioso. Teresa decide especializarse en la miniatura, obteniendo una cierta popularidad por su habilidad en los retratos producidos con esta técnica. En 1683 se traslada a Nápoles con su hermano, allí continúa su carrera como ilustradora de libros que, aun siendo de modesta factura, adquieren valor propio gracias a la obra de la artista. En 1687 vive en Benevento con su familia, ya que el padre ha sido encargado de realizar las pinturas de la catedral de esta ciudad. Durante su estancia beneventana, retrató algunos notables de la ciudad y ejecutó grabados que representan el arco de Traiano. De su producción pictórica se conservan pocas obras entre las cuales están:
- Dos témperas que hoy forman parte de la colección de Marco Grassi en Nueva York
- El retrato de don Pietro Moncada y un retrato que representa a una Santa, ambos pasteles que se encuentran almacenados en los museos de Palermo
- Un retrato en colores pastel de la Magdalena conservado en Nantes, en el Museo departamental Thomas Dobrée[7]
- Un retrato de un caballero conservado en la pinacoteca del Museo de Capodimonte.

Una de sus obras a pastel representando la Dolorosa y originalmente conservada en Tursi, en la provincia de Matera, en la Catedral de la Anunciación,fue destruida en un incendio el 8 de noviembre de 1998. Se conservan sus grabados, que dan testimonio de la habilidad de la artista; entre los cuales están el mencionado Arco de Trajano de Benevento, conservado en el Gabinete nacional de los grabados de Roma y el famoso grabado que representa el féretro en memoria de Miroballo Antonio erigido en la iglesia napolitana de San Giovanni Carbonara.